# Groveton (Texas)
Groveton város az USA Texas államában, Trinity megyében, melynek megyeszékhelye is. Lakosainak száma 918 fő (2020. április 1.).

## Népesség
A település népességének változása:
| Lakosok száma | 1076 | 1057 | 918  |
|               | 1890 | 2010 | 2020 |